# Cap Malheureux
Cap Malheureux är en ort i Mauritius.   Den ligger i distriktet Rivière du Rempart, i den nordvästra delen av landet, 23 km nordost om huvudstaden Port Louis. Cap Malheureux ligger 9 meter över havet och antalet invånare är 4 803. Den ligger på ön Mauritius.
Terrängen runt Cap Malheureux är platt. Havet är nära Cap Malheureux norrut. Runt Cap Malheureux är det tätbefolkat, med 913 invånare per kvadratkilometer. Närmaste större samhälle är Goodlands, 6,4 km sydost om Cap Malheureux. Omgivningarna runt Cap Malheureux är en mosaik av jordbruksmark och naturlig växtlighet.